# Gerhart Holzinger

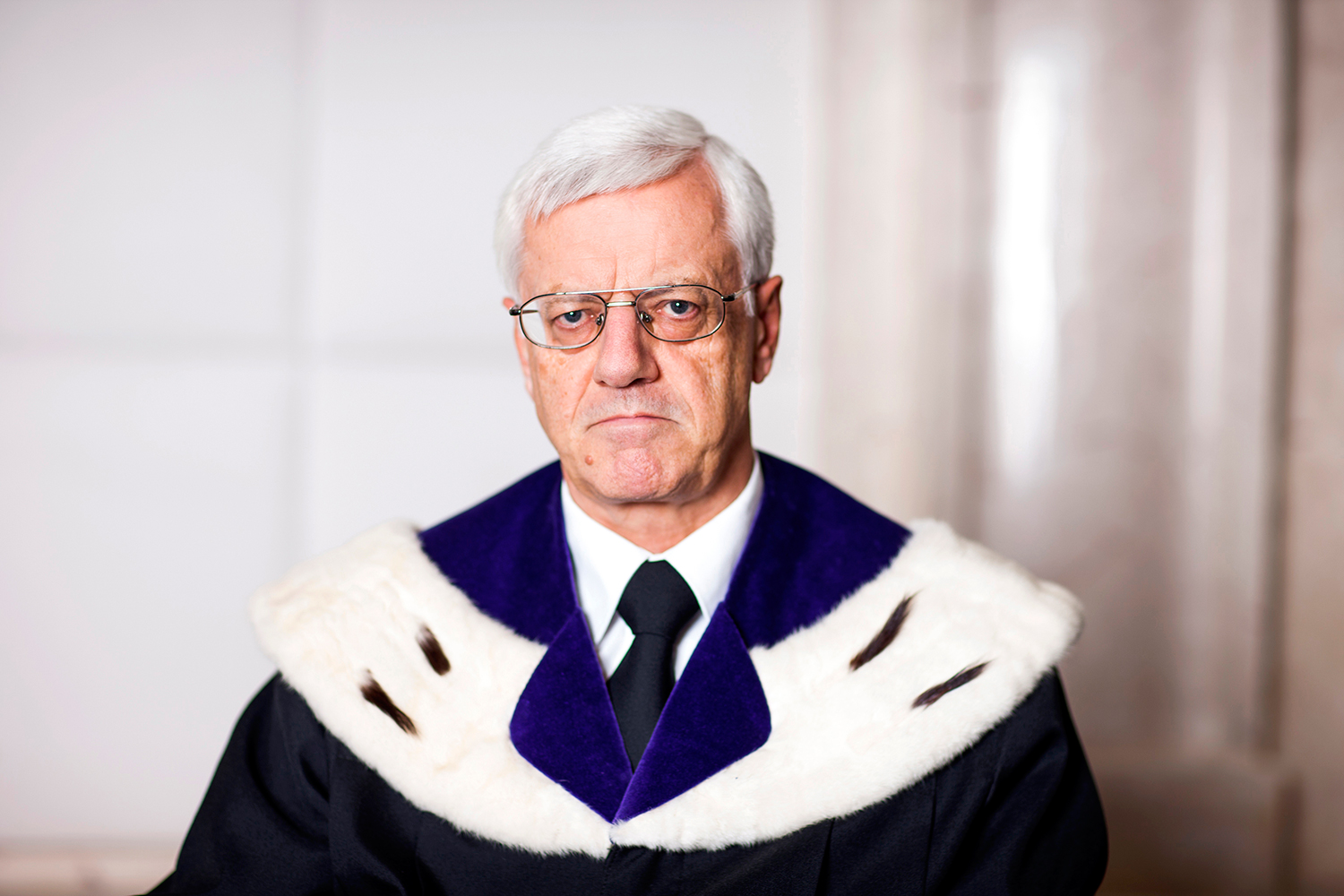
Gerhart Holzinger (2012)

Gerhart Holzinger (* 12. Juni 1947 in Gmunden) ist ein österreichischer Verfassungsjurist mit dem Spezialgebiet Grund- und Menschenrechte und war von 2008 bis 2017 Präsident des Verfassungsgerichtshofs.

## Ausbildung
Gerhart Holzinger wurde am 12. Juni 1947 in der oberösterreichischen Stadt Gmunden geboren und besuchte dort von 1953 bis 1966 auch die Volks- und Hauptschule sowie die Oberstufe des Gymnasiums. 1966 legte er die Reifeprüfung am Bundesgymnasium in Gmunden mit Auszeichnung ab. Anschließend daran absolvierte er in den Jahren 1966/67 den Präsenzdienst beim österreichischen Bundesheer als Einjährig-Freiwilliger. 1968 begann Gerhart Holzinger an der Universität Salzburg das Studium der Rechtswissenschaften und absolvierte dieses im Jahr 1972 mit der Promotion zum Doktor der Rechtswissenschaften (Dr. iur.).

## Beruflicher Werdegang
Direkt im Anschluss an sein Studium wurde Holzinger als Universitätsassistent am Institut für Verfassungs- und Verwaltungsrecht der Universität Salzburg bei Universitätsprofessor Kurt Ringhofer angestellt. Im Jahr 1975 erfolgte der Wechsel in die Bundeshauptstadt Wien, wo Gerhart Holzinger Mitarbeiter im Verfassungsdienst des Bundeskanzleramts wurde. Ab 1984 leitete er den Verfassungsdienst, ab 1992 als ernannter Sektionschef.
Die Bestellung zum Mitglied des Verfassungsgerichtshofs erfolgte schließlich im Jahr 1995, als die Bundesregierung nach dem Ausscheiden von Peter Jann mit 31. Jänner 1995 das Vorschlagsrecht für einen Nachfolger als Verfassungsrichter hatte. Gerhart Holzinger wurde in der Folge von der Bundesregierung als Mitglied vorgeschlagen und mit 31. Mai 1995 von Bundespräsident Thomas Klestil ernannt. Bereits ab 1. Juli 1995 war er in der Folge im Kollegium der Verfassungsrichter als Ständiger Referent tätig, was er bis zu seiner Bestellung zum Präsidenten blieb.
1998 wurde Gerhart Holzinger nach der Habilitation an der Karl-Franzens-Universität Graz die Lehrbefugnis (Venia Legendi) als Universitätsdozent für Österreichisches Verfassungs- und Verwaltungsrecht erteilt. Im Rahmen dieser universitären Lehrtätigkeit wurde ihm schließlich im Jahr 2002 auch der Berufstitel Universitätsprofessor verliehen. An der Universität Graz war er von 2013 bis 2018 auch Mitglied des Universitätsrates und dabei ab Ende 2016 dessen Vorsitzender. Am 28. Mai 2018 legte er aufgrund interner Differenzen das Amt als Mitglied und Vorsitzender des Universitätsrats mit sofortiger Wirkung zurück.
Am 30. April 2008 wurde er von der Bundesregierung als Nachfolger Karl Korineks als Präsident des VfGH vorgeschlagen und anschließend mit Wirkung vom 1. Mai 2008 von Bundespräsident Heinz Fischer ernannt. Anlässlich seines 70. Geburtstags wurde im Jahr 2017 in Würdigung der Leistungen von Gerhart Holzinger eine von langjährigen Weggefährten herausgegebene Festschrift zu seinen Ehren veröffentlicht. Im selben Jahr, am 31. Dezember 2017, endete mit Erreichen der verfassungsmäßig vorgesehenen Altersgrenze seine Amtszeit als Präsident und Mitglied des Verfassungsgerichtshofs.

## Nebenberufliche Tätigkeiten
Neben seiner beruflichen Tätigkeit zuerst als Verwaltungsjurist im Verfassungsdienst des Bundeskanzleramts und später als Höchstrichter am Verfassungsgerichtshof nahm und nimmt Gerhart Holzinger zahlreiche nebenberufliche Tätigkeiten wahr. So war er etwa von 1989 bis 1998 Mitglied des Exekutivkomitees des International Institute of Administrative Sciences in Brüssel und von 1997 bis 2009 Präsident der Österreichischen Verwaltungswissenschaftlichen Gesellschaft. Von 1999 bis 2003 war Gerhart Holzinger Vorsitzender des Menschenrechtsbeirates beim Bundesministerium für Inneres. Ab 1995 war er Generalsekretär, von 2000 bis 2008 schließlich Präsident der Österreichischen Juristenkommission. Im Österreich-Konvent arbeitete Gerhart Holzinger von 2003 bis 2005 als Vorsitzender des für Staatliche Institutionen zuständigen Arbeitskreises 3 mit. Holzinger ist seit 2013 darüber hinaus auch Präsident der Wiener Juristischen Gesellschaft.

## Privatleben
Gerhart Holzinger ist seit dem Jahr 1975 verheiratet und Vater von zwei in den Jahren 1982 und 1983 geborenen Kindern. Seine Tochter Kerstin Holzinger ist seit Juni 2022 Hofrätin am Verwaltungsgerichtshof. Seit 1971 ist er Mitglied der katholischen Studentenverbindung KÖHV Rheno-Juvavia Salzburg im ÖCV.

## Publikationen (Auswahl)
- Gerhart Holzinger, Martin Hiesel (Hrsg.): Verfahren vor den Gerichtshöfen des öffentlichen Rechts (= Manzsche Große Gesetzesausgaben. Band I: Verfassungsgerichtsbarkeit). 4. Auflage. Manz’sche Verlags- und Universitätsbuchhandlung, Wien 2015.
- Gerhart Holzinger, Ludwig Adamovich, Bernd-Christian Funk, Stefan L. Frank: Österreichisches Staatsrecht. 3. aktualisierte Auflage. Verlag Österreich, Wien 2020 (4 Bände, davon Bände 1-3 in dritter Auflage [2020; 2014, 2019], Band 4 in zweiter Auflage [2017]).
- Gerhart Holzinger, Peter Oberndorfer, Bernhard Raschauer (Hrsg.): Österreichische Verwaltungslehre. 3. Auflage. Verlag Österreich, Wien 2013, ISBN 978-3-7046-6457-0.
- Gerhart Holzinger, Benedikt Kommenda: Verfassung kompakt. Meine Grundrechte und mein Rechtsschutz. Wegweiser durch die österreichische Verfassung. 2. aktualisierte Auflage. Linde Verlag, Wien 2013, ISBN 978-3-7093-0530-0.
- Gerhart Holzinger, Armin Bammer, Mathias Vogl, Gregor Wenda (Hrsg.): Rechtsschutz gestern – heute – morgen. Festgabe zum 80. Geburtstag von Rudolf Machacek und Franz Matscher. Neuer Wissenschaftlicher Verlag, Wien 2008, ISBN 978-3-7083-0500-4.
- Gerhart Holzinger, Bernd-Christian Funk, Hans Klecatsky, Karl Korinek, Wolfgang Mantl, Peter Pernthaler (Hrsg.): Der Rechtsstaat vor neuen Herausforderungen. Festschrift für Ludwig Adamovich zum 70. Geburtstag. Wien 2002, ISBN 3-7046-3861-7.
- Gerhart Holzinger, Martin Köhler (Hrsg.): Verwaltungsverfahrensrecht. 2. Auflage. Verlag Österreich, Wien 2001, ISBN 3-7046-0254-X.
- Gerhart Holzinger: Die bevorstehende Öffnung Österreichs in den Europäischen Wirtschaftsraum und die Europäischen Gemeinschaften (= Verhandlungen des Zwölften Österreichischen Juristentages I/1: Gutachten). Manz’sche Verlags- und Universitätsbuchhandlung, Wien 1998, ISBN 3-214-06467-3.
- Gerhart Holzinger, Heinrich Neisser, Norbert Wimmer (Hrsg.): Funktion der Verfassung. Referate und Thesen der verfassungsrechtlichen Arbeitsgemeinschaft beim Europäischen Forum Alpbach 1989 zu Fragen der Funktion der Verfassung in der modernen Gesellschaft (= Juristische Schriftenreihe. Nr. 27). Verlag Österreich, Wien 1990, ISBN 3-7046-0197-7.
- Gerhart Holzinger: Der Verfassungsdienst der Republik Österreich (= Vorträge, Reden und Berichte aus dem Europa-Institut der Universität des Saarlandes in Saarbrücken. Nr. 180). Saarbrücken 1989.
- Gerhart Holzinger: Die Notstandskompetenz des Landeshauptmannes im Sinne der B-VG-Novelle 1984 (= Schriftenreihe der Österreichischen Gesellschaft zur Förderung der Landesverteidigung). Wien 1988.
- Gerhart Holzinger: Der Begriff der Schutzwürdigkeit. Systematische Darstellung von Rechtsvorschriften zum Schutz von Objekten, Flächen und Gebieten im Lande Salzburg (= Schriftenreihe des Salzburger Institutes für Raumforschung. Nr. 4). Salzburg 1975.